# Trofee Maarten Wynants 2015
La 2e édition du Trofee Maarten Wynants a eu lieu le 16 mai 2015. La course fait partie du calendrier international féminin UCI 2015 en catégorie 1.2 et de la Lotto Cycling Cup pour Dames 2015. La course est remportée par la Néerlandaise Natalie van Gogh.

## Classements

### Classement final
| \| Classement général \| Classement général \| Classement général \| Classement général \| Classement général \| \| Coureuse \| Coureuse \| Pays \| Équipe \| Temps \| \| ------------------ \| ------------------ \| ------------------ \| -------------------------------- \| ------------------ \| \| 1e \| Natalie van Gogh \| Pays-Bas \| Parkhotel Valkenburg Continental \| 2 h 49 min 10 s \| \| 2e \| Lotte Kopecky \| Belgique \| Topsport Vlaanderen-Pro-Duo \| + 0 s \| \| 3e \| Sara Mustonen \| Suède \| Crescent D.A.R.E \| + 15 s \| \| 4e \| Sofie De Vuyst \| Belgique \| Lensworld-Zannata \| + 15 s \| \| 5e \| Lucy Martin \| Royaume-Uni \| Matrix Fitness Pro Cycling \| + 15 s \| \| 6e \| Maaike Polspoel \| Belgique \| Belgique \| + 15 s \| \| 7e \| Monique van de Ree \| Pays-Bas \| De Jonge Renner \| + 15 s \| \| 8e \| Janneke Ensing \| Pays-Bas \| Parkhotel Valkenburg Continental \| + 15 s \| \| 9e \| Sara Penton \| Suède \| De Jonge Renner \| + 15 s \| \| 10e \| Kelly Markus \| Pays-Bas \| Team Rytger \| + 15 s \| |                    |             |                                  |                 |
| |                    |             |                                  |                 |
| Sources : ProCyclingStats Cycling Quotient |                    |             |                                  |                 |
| Classement général |                    |             |                                  |                 |
| Coureuse | Coureuse           | Pays        | Équipe                           | Temps           |
| 1e | Natalie van Gogh   | Pays-Bas    | Parkhotel Valkenburg Continental | 2 h 49 min 10 s |
| 2e | Lotte Kopecky      | Belgique    | Topsport Vlaanderen-Pro-Duo      | + 0 s           |
| 3e | Sara Mustonen      | Suède       | Crescent D.A.R.E                 | + 15 s          |
| 4e | Sofie De Vuyst     | Belgique    | Lensworld-Zannata                | + 15 s          |
| 5e | Lucy Martin        | Royaume-Uni | Matrix Fitness Pro Cycling       | + 15 s          |
| 6e | Maaike Polspoel    | Belgique    | Belgique                         | + 15 s          |
| 7e | Monique van de Ree | Pays-Bas    | De Jonge Renner                  | + 15 s          |
| 8e | Janneke Ensing     | Pays-Bas    | Parkhotel Valkenburg Continental | + 15 s          |
| 9e | Sara Penton        | Suède       | De Jonge Renner                  | + 15 s          |
| 10e | Kelly Markus       | Pays-Bas    | Team Rytger                      | + 15 s          |

### Points UCI
| Position,          | 1er | 2e | 3e | 4e | 5e | 6e | 7e | 8e | 9e | 10e |
| Classement général | 40  | 30 | 16 | 12 | 10 | 8  | 6  | 3  | 2  | 1   |